# Boris Mironowitsch Pergamenschtschikow
Boris Mironowitsch Pergamenschtschikow (russisch Борис Миронович Пергаменщиков, wiss. Transliteration Boris Mironovič Pergamenščikov, in Deutschland auch Pergamenschikow; * 24. August 1948 in Leningrad; † 30. April 2004 in Berlin) war ein russischer Cellist.

## Leben

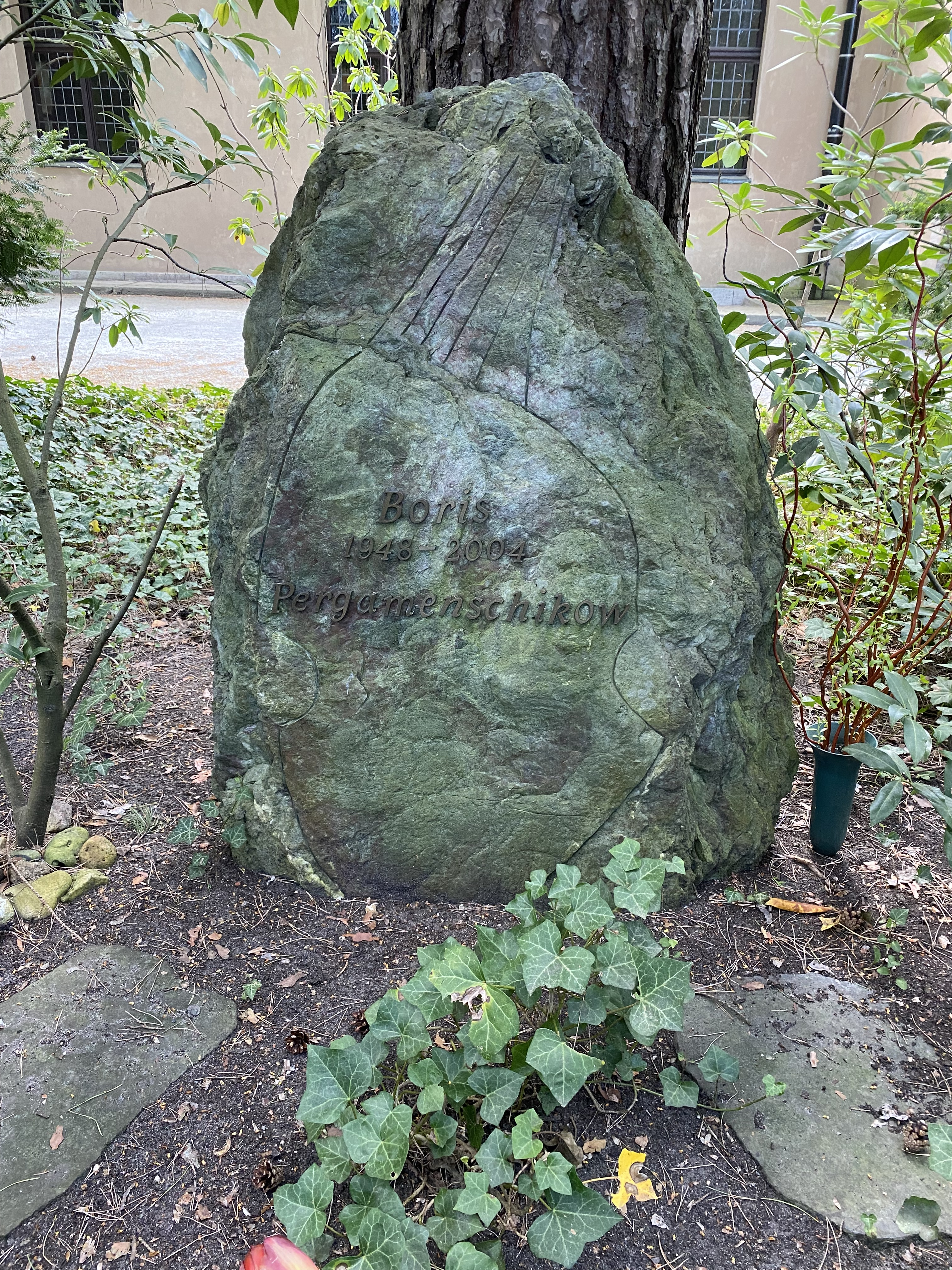
Grabstätte auf dem Waldfriedhof Dahlem (Feld 013-71)

Noch während seines Studiums bei Emmanuel Fischmann in Leningrad erreichte Boris Pergamenschtschikow erste Bekanntheit und spielte u. a. mit dem Staatsorchester von Moskau. 1974 erhielt er die Goldmedaille beim 5. Tschaikowski-Wettbewerb. 1977 emigrierte er mit seiner Familie und nahm eine Professur an der Hochschule für Musik und Tanz Köln an. Seit 1998 lehrte er dann an der Hochschule für Musik „Hanns Eisler“ Berlin.
Er spielte zusammen mit den Dirigenten Claudio Abbado, Yehudi Menuhin und Mstislaw Rostropowitsch sowie mit Krzysztof Penderecki und musizierte mit großen Orchestern wie den Münchner Philharmonikern und dem Royal Philharmonic Orchestra London bei Konzerten und internationalen Festivals. Außerdem spielte er auch mit dem Amadeus-Quartett und dem Alban-Berg-Quartett moderne und klassische Kammermusik.
Auch als Solist spielte Pergamenschtschikow, beispielsweise auf der CD Violoncello Solo (Label aulos MusiKado, Aufnahme 1986), auf der sich auch die selten gespielte Sonate für Violoncello von Paul Hindemith (op 25, Nr. 3) und die Sacher-Variationen für Violoncello solo von Witold Lutosławski befinden.
Ab 1982 spielte Pergamenschtschikow auf einem Violoncello von Domenico Montagnana aus dem Jahr 1735.
Nach ihm wurde der Boris-Pergamenschikow-Preis benannt.
Boris Pergamenschtschikow starb 2004 im Alter von 55 Jahren in Berlin. Sein Grab befindet sich auf dem Waldfriedhof Dahlem.